# 鎮西國小大禮堂
23°42′26″N 120°32′22″E / 23.707207°N 120.539331°E
鎮西國小大禮堂，是位於臺灣雲林縣斗六市鎮西國小的禮堂，列雲林縣歷史建築。

## 歷史
鎮西國小大禮堂籌建於1932年，1935年6月落成，橫樑紀錄日本設計師名字與年代。完工時，校友張茂村正逢小學一年級，之後他回校長擔任校長時，在1971年將木構造、外牆改為加強磚造，屋架形式仍保有興建之初的木屋架原件，其人字形屋架結構體仍保存完好。1982年因地板、門窗、舞台破損不堪，由校友設計整修。
鎮西國小校舍重建時刻意保留此禮堂，原規畫操場200公尺，遷就禮堂位置變成120公尺的扁圓形跑道。2005年末，劉銓芝擔任雲林縣政府文化局長就積極搶救古蹟、歷史建築，上任兩個多月便將鎮西國小大禮堂等在2006年初公告為歷史建築。次年，八旬的旅日校友林義久回到母校，在大禮堂前憶起大禮堂落成、舉行畢業典禮等回憶，感觸良多，離開臺灣時，委託友人捐贈十萬元圖書禮卷。
鎮西國小知名校友之一是林懷民，為第五十六屆畢業生。禮堂修復前因建築老舊引起家長擔憂，有長達十年未在此舉辦畢業典禮。
立委劉建國在2015年邀集教育部、文化部等相關單位會勘，文化部同意補助上千萬元經費，縣府也編列配合款共一千六百五十萬元。翌年，鎮西國小大禮堂完成調查報告，雲林縣政府文化處進行修復規畫設計。2018年6月21日動工修復，由趙金城建築師事務所和大朋營造，執行監造及修復工程。整修時除拆除過去增建的天花板以重現大禮堂檜木造屋架外，又加裝設冷氣、吸音棉等設施。校友也是第六任校長吳坤河特別手繪圖像，提供日後修復參考。
2019年6月19日，正式啟用並舉辦鎮西國小第一一七屆畢業典禮。